# فرودگاه لوسک
فرودگاه لوسک (به انگلیسی: Lutsk Airport) یک فرودگاه همگانی با کد یاتا UCK است که یک باند فرود آسفالت دارد و طول باند آن ۱۶۶۰ متر است. این فرودگاه در شهر لوتسک کشور اوکراین قرار دارد و در ارتفاع ۲۳۶ متری از سطح دریا واقع شده است.